# Нидзё Ёсимото
Нидзё Ёсимото (яп. 二条 良基, 1320 год — 16 июля 1388 года, настоящее имя — Фудзивара Ёсимото) — японский поэт, теоретик поэзии, общественный деятель. Сын Нидзё Митихиры.

## Литературная деятельность
Литературная деятельность Нидзё Ёсимото охватывала различные аспекты: он выступал на поэтических турнирах, создавал произведения в жанрах кёку и вака, открыл собственную школу танка — Нидзёха. Однако более всего его имя связано с рэнга. Им, в частности, совместно со своим учителем Гусаем, была составлена крупная антология «Цукубасю», в которую вошло 2170 произведений в жанре рэнга 530 поэтов. Получившая признание при императорском дворе антология поставила рэнга в один ряд с поэзией танка.
Свой первый трактат, незначительный по объёму, по этому жанру японской поэзии — «Хэкирэнсё» («Пристрастные записки о рэнга») — он написал в возрасте двадцати пяти лет. В 1347 году последовала следующая работа «Рэнрихисё», в которой Нидзё рассматривал вопросы, связанные с правилами проведения поэтических турниров по рэнга, типами связи строф и особенностями первой строфы — хокку.
Наиболее значимым сочинением Нидзё Ёсимото стал трактат «Цукуба мондо», построенный в форме диалога старца и знатного человека. В нём автор рассматривает историю поэзии рэнга вплоть до своих современников и даёт советы начинающим поэтам. По словам филолога-японоведа Татьяны Бреславец, в данной работе Нидзё Ёсимото «собрал и конкретизировал основные положения поэтики рэнга, дал развёрнутое теоретическое осмысление новой поэзии… „Цукубамондо“ — значительный шаг в разработке стихосложения рэнга, в обобщении и установлении его норм».
Последней теоретической работой Нидзё стал трактат «Оан синсики», в котором он рассмотрел историю и способы стихосложения в поэзии рэнга, а также привёл наиболее видные произведения этого жанра со своими комментариями.